# Iwan Barabasch

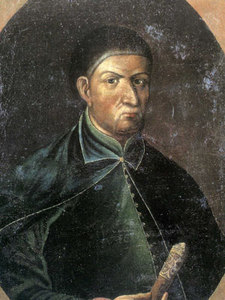
Iwan Barabasch

Iwan Dmytrowytsch Barabasch (ukrainisch Іван Дмитрович Барабаш; † zwischen dem 3. Mai und 5. Mai 1648) war ein Kosakenführer.

## Biografie
Er war ein Jessaul und ein Vertreter des pro-polnischen Flügels der Saporoger Kosaken. Mitte der 1630er Jahre wurde er zum Oberst von Tscherkassy gewählt. 1636 war er zusammen mit Bohdan Chmelnyzkyj Teil einer Delegation von Kosaken, die sich mit dem polnischen König Władysław IV. Wasa trafen, um sich mit der Unterdrückung der Kosaken durch die königlichen Ältesten zu befassen. 1646 und 1647 führte er zusammen mit Chmelnyzkyj zweimal Verhandlungen mit Wladislaw IV. um die Zahl der registrierten kosakischen Truppen zu verdoppeln. Barabasch erhielt vom König 6000 Taler für den Bau von Galeeren für den bevorstehenden Feldzug gegen das Osmanische Reich und das Versprechen einer weiteren Zahlung von 60.000 Talern.
Im Jahr 1647 ernannte der König Barabash zum amtierenden Hetman der registrierten Kosaken. Ein Teil der Kosakenoffiziere weigerte sich, Barabash zu gehorchen. In der Chronik eines Augenzeugen und der Geschichte der Rus ist vermerkt, dass Chmelnyzkyj Ende 1647 Barabasch die königlichen Privilegien stahl, die eine Erhöhung des Kosakenregisters und die Erlaubnis für die Kosaken vorsahen, einen Feldzug gegen das Osmanische Reich zu unternehmen. Die Existenz dieser Privilegien wird durch andere Quellen nicht bestätigt.
Mit Beginn des Chmelnyzkyj-Aufstands wurde ihm die Aufgabe übertragen, die Aufständischen gemeinsam mit einer Abteilung unter dem Kommando des registrierten Kosakenoberst Mychajlo Krytschewskyj aus Tschyhyryn niederzuschlagen. Zwischen dem 3. und 5. Mai 1648 wurde er von Kosaken seiner eigenen Abteilung in der Nähe der Festung Kodak getötet. Danach gingen die Kosaken seiner Abteilung auf die Seite von Chmelnyzkyjs Armee über.